# Lautaro (gemeente)
Lautaro is een gemeente in de Chileense provincie Cautín in de regio Araucanía. Lautaro telde 38.013 inwoners in 2017 en heeft een oppervlakte van 901 km².
- Virtual International Authority File: 170602323